# 离开你才能爱自己
〈离开你才能爱自己〉是美国歌手赛琳娜·戈麦斯的歌曲，于2019年10月23日由新視鏡唱片发行，收录于她的第三张录音室专辑《絕無僅有》。歌曲由戈麦斯、茱莉亞·麥可斯与賈斯汀·特蘭特创作，其制作则由馬特曼和羅賓协同菲尼亞斯共同完成。歌曲在美国《告示牌》百强单曲榜取得了冠军。

## 创作背景
2019年4月，戈麦斯透露自己正在创作新的作品。她在Instagram上用自己童年的照片和现在的照片与粉丝玩笑之后，宣布一首名为〈离开你才能爱自己〉的歌曲将在10月23日发行。

## 词曲
〈离开你才能爱自己〉是一首自爱主题的歌曲，其歌词与通过困难的失恋以探索真实自我相关。许多刊物表示这支歌曲暗指了戈麦斯与加拿大歌手贾斯汀·比伯的恋情。

## 榜单表现
歌曲发行两天就以36,000份销量空降美国告示牌百强单曲榜第15位。此外，歌曲空降数字音乐榜冠军，在流媒体歌曲榜排位第20。这首歌曲是戈麦斯在百强单曲榜上继〈為你而美〉后排位最高的歌曲。歌曲发行第二周取得了冠军，成为了戈麦斯在百强单曲榜上排名最高的单曲，超过了先前〈為你而美〉和〈揮別舊愛〉的第5名。

## 音乐录像带
〈离开你才能爱自己〉的音乐录像带以黑白形式呈现，由索菲·穆勒（Sophie Muller）导演，拍摄全过程由iPhone 11 Pro完成。录像带展示了戈麦斯对着镜头演唱的画面。录像带于2019年10月23日在YouTube首播。

## 现场表演
2019年10月24日，戈麦斯在2019年全美音樂獎颁奖典礼上现场表演了这首歌曲和〈看看她现在〉。

## 發行歷史
| 国家     | 日期           | 形式                     | 唱片公司 | 来源          |
| -------- | -------------- | ------------------------ | -------- | ------------- |
| 全球     | 2019年10月23日 | 数位下载 流媒体 黑膠唱片 | 新視鏡   | [ 15 ] [ 16 ] |
| 澳大利亚 | 2019年10月25日 | 當代流行電台             | 環球音樂 | [ 17 ]        |
| 英国     | 2019年10月26日 | 當代流行電台             | 宝丽多   | [ 18 ]        |
| 美国     | 2019年10月28日 | 成人当代音乐             | 新視鏡   | [ 19 ]        |
| 美国     | 2019年10月29日 | 當代流行電台             | 新視鏡   | [ 20 ]        |
| 意大利   | 2019年11月8日  | 當代流行電台             | 環球音樂 | [ 21 ]        |